# Tomtom

Tomtom logo

TomTom NV (börskod på Euronext: TOM2) är en nederländsk tillverkare av bilnavigationssystem som grundades 1991 i Amsterdam. Företaget har kontor i Europa, Nordamerika och Asien/Stilla havet. Man tillverkar utrustning för satellitnavigering med hjälp av Global Positioning System.

## Kartor
De flesta av TomToms kartor kommer från Tele Atlas som är ett dotterbolag. Kartfel kan rapporteras med hjälp av Tele Atlas Map Insight
.

## Källhänvisningar
1. ↑  ”Tele Atlas Map Insight”. Tele Atlas. Arkiverad från originalet den 5 augusti 2010. https://web.archive.org/web/20100805132043/http://www.teleatlas.com/PartnerPrograms/MapInsight/index.htm. Läst 9 oktober 2010.
2. ↑  ”Tele Atlas Map Insight map feedback”. Tele Atlas. http://mapinsight.teleatlas.com/. Läst 9 oktober 2010.